# Maják Kaavi
Maják Kaavi (estonsky Kaavi tuletorn) stojí na jihovýchodním pobřeží poloostrova Sõrve v jihozápadní části ostrova Saaremaa asi dva kilometry od vesnice Kaavi v obci Torgu v kraji Saaremaa v Baltském moři v Estonsku. Je ve správě Estonského úřadu námořní dopravy (Veeteede Amet, EVA), kde je veden pod registračním číslem 943.
Navádí lodi v severní části Rižského zálivu.

## Historie
Maják byl postaven v roce 1954 podle stejné typové řady jako maják Loode a Sääretuka. Dosvit v roce 1966 byl snížen z 9 nm na 6 nm. 
V roce 1994 byl maják opraven a v roce 1996 firma EKTA jej vybavila novým osvětlovacím zařízením.
Maják je cloněn stromy, které rostou na pobřeží. Z tohoto důvodu má být postaven nový maják (asi v roce 2019) blíže pobřeží a má zároveň sloužit k pozorování ptáků.

## Popis
Hranolová železobetonová věž vysoká 15 metrů je ukončená přesahujícím ochozem a lampou umístěnou na sloupku vysokém 2,6 m. Nad vchodem je obvodová římsa. Maják je červený, ve střední části má široký bílý pruh. V roce 2008 byly instalovány LED lampy.

### Data
| Barva                      | bílá    | Zdroj                    |
| Výška světla (m n. m.)     | 20      | [ 3 ] [ 2 ] [ 9 ] [ 10 ] |
| Charakteristika 1+1,5=2,5s |         | [ 3 ] [ 2 ] [ 9 ] [ 10 ] |
| Azimut                     | 0°–360° | [ 3 ] [ 2 ] [ 9 ] [ 10 ] |
| Výseč                      | 360°    | [ 3 ] [ 2 ] [ 9 ] [ 10 ] |
| Dosvit (nm)                | 6       | [ 3 ] [ 2 ] [ 9 ] [ 10 ] |

### Označení
- Admiralty: C3705.3
- ARLHS: EST-023
- NGA: 12668
- EVA 943